# Козьмодемьянское
Козьмодемьянское  — село в Уржумском районе Кировской области в составе Уржумского сельского поселения.

## География
Находится на правом берегу Вятки на расстоянии примерно 9 километров на восток от районного центра города Уржум.

## История
Известно с 1748 года уже как село, когда здесь было отмечено 25 душ мужского пола. В 1873 году учтено дворов 23 и жителей 207, в 1905 44 и 266, в 1926 71 и 294, в 1950 37 и 125 соответственно. В 1989 году оставалось 76 жителей. Троицкая каменная церковь построена в 1829 году вместо ветхой деревянной.

## Население
Постоянное население составляло 54 человека (русские 83 %) в 2002 году, 8 в 2010.